# Hussey Vivian (1er baron Vivian)
Richard Hussey Vivian (28 juillet 1775 - 20 août 1842) est un général de cavalerie britannique. 

## Début de carrière
Il est le fils de John Vivian (1750-1826), de Truro, Cornouailles, et son épouse Betsey, fille du révérend Richard Cranch, et le frère de John Henry Vivian. Il fait ses études à la Truro Grammar School  puis à Harrow et au Exeter College d'Oxford, Vivian est entré dans l'armée en 1793 et moins d'un an plus tard, il est devenu capitaine au 28e régiment d'infanterie. Sous Francis Rawdon-Hastings il sert dans la campagne de 1794 en Flandre et aux Pays-Bas. À la fin de l'expédition, le 28e régiment a joué un rôle éminent dans l'action de Lord Cathcart contre Geldermalsen. En 1798, Vivian est transféré au 7th Light Dragoons (plus tard hussards) et, dans la division de Sir Ralph Abercromby, il est présent dans la campagne Helder en Hollande lors des batailles de Bergen et Alkmaar (19 septembre au 6 octobre 1799) . 

## Guerre péninsulaire
En 1800, il obtient un poste de major et en 1804 il devient lieutenant-colonel du 7e. À la tête de ce régiment, il s'embarque pour rejoindre le lieutenant-général Sir David Baird à La Corogne en 1808 et participe aux combats de cavalerie de Lord Henry Paget à Sahagún et Benavente. Pendant la retraite de l'armée du lieutenant-général Sir John Moore, la 7e est constamment employé avec l'arrière-garde. Vivian est présent à la bataille de La Corogne et est revenu avec le reste de l'armée en Angleterre. Ce n'est qu'en septembre 1813 que le 7e revient dans la péninsule. Le 24 novembre, Vivian (alors colonel et aide de camp du Prince Régent) est nommé pour commander une brigade de cavalerie légère (13e et 14e Light Dragoons) sous Rowland Hill, 1er vicomte Hill dans l'armée de Wellington. Avec ce corps, il sert à la bataille de la Nive (9-13 décembre) . 
En janvier 1814, Vivian est muté pour diriger une brigade de cavalerie légère dans le corps d'armée de William Carr Beresford. L'unité de 1 000 hommes comprenait les 18e hussards et les 1er hussards de la Légion allemande. Vivian prend une part marquée à l'action du Gave de Pau et de la bataille d'Orthez. Le 8 avril, Vivian mène une brillante action à la Croix d'Orade sur la rivière Ers, où il est très grièvement blessé. Dans ce choc, le 18e Hussards s'empare d'un pont clé intact, aidant Wellington à isoler les défenseurs français de Toulouse. Début 1815, il est nommé Chevalier Commandeur de l'Ordre du Bain (KCB),; il est général de division depuis plusieurs mois . 

## Waterloo
En avril 1815, sir Hussey Vivian est nommé commandant de la 6e brigade de la division de cavalerie du comte d'Uxbridge. La brigade de Vivian comprenait les 10th Royal Hussars et 18e hussards ainsi que la 1re et 2e légion allemande du roi. Lors de la Bataille de Waterloo, la 6e brigade est postée sur le flanc gauche du duc de Wellington. En fin d'après-midi, les régiments de Vivian, avec ceux de la 4e brigade du général Vandeleur, reçoivent l'ordre de se déplacer pour soutenir le centre de la ligne, sous la pression de la garde impériale de Napoléon . Après que l'ennemi ait été repoussé, les hussards de Vivian ont effectué la dernière charge de la journée entre Hougoumont et la Ferme de la Haie Sainte, balayant les unités de la garde avant de percer les carrés de la vieille garde, qu'ils ont vite appris à éviter. Ce service est récompensé par les remerciements des deux chambres du Parlement, le KCH, et les ordres de Maria Theresa et St. Vladimir des empereurs d'Autriche et de Russie . 
Après la fin des hostilités, Vivian est resté en France au sein de l'armée d'occupation aux commandes de la 2e brigade de cavalerie . En 1816, il est sanctionné par le commandant de l'armée, le lieutenant-général Stapleton Cotton, sous les ordres du duc de Wellington, pour avoir omis de signaler une perturbation dans un théâtre français causée par des officiers du 18e hussards . 

## Carrière politique
Vivian siège à la Chambre des communes en tant que député de Truro puis de Windsor de 1821 à 1831, après quoi il est nommé commandant des forces en Irlande et a reçoit la grand-croix de l'Ordre royal des Guelfes. Il est également nommé au Conseil privé d'Irlande en 1831 . 
De 1825 à 1830, il est inspecteur général de la cavalerie et en 1830 est nommé valet de la chambre à coucher, servant le roi Guillaume IV tout au long de son règne jusqu'en 1837, après quoi il est promu chevalier grand-croix de l'Ordre du Bain (GCB). En 1835, il devient maître général de l'Ordnance (jusqu'en 1841) et est admis au Conseil privé du Royaume-Uni la même année. En 1837, il est élu député d'East Cornwall, siégeant jusqu'en 1841. 
Il est créé baronnet de Truro en Cornouailles en 1827. En février 1841, il est élu à la Royal Society  et est élevé à la pairie en tant que baron Vivian, de Glynn et de Truro dans le comté de Cornouailles dans la pairie du Royaume-Uni en août. 
Un an plus tard, il meurt à Baden-Baden  et est remplacé par son fils aîné, à qui il lègue également son domaine récemment acquis à Glynn, près de Bodmin.

## Famille
Il se marie en 1804 avec Eliza Champion, fille de Philip Champion de Crespigny, et a : 
- Charles Vivian (2e baron Vivian) épouse Arabella, fille du révérend John Middleton Scott
- Charlotte Elizabeth Vivian épouse le lieutenant-colonel Arbuthnot
- John Cranch Walker Vivian (18 avril 1818- 22 janvier 1879) homme politique libéral anglais qui siège à la Chambre des communes entre 1841 et 1871.
- Jane Francis Vivian
- Georgina Agnes Augusta Vivian

Il épouse ensuite Letitia Webster, fille du révérend James Agnew Webster, et a : 
- Lucy Vivian
- Thomas Vivian

Un fils naturel, Sir Robert John Hussey Vivian (en) (1802–1887), a été élevé dans la famille. Il est un soldat célèbre en Inde, qui en 1857 est fait KCB, et en 1871 GCB, ayant précédemment atteint le grade de général.